# 常総市立図書館
常総市立図書館（じょうそうしりつとしょかん）は茨城県常総市水海道天満町字亀岡にある公立図書館である。モットーは「くらしに読書のよろこびを」。小規模な図書館ではあるが、絵本やCDの収蔵が豊富であると評価を得ている。
ここでは敷地内にある二水会館（にすいかいかん）についても記述する。

## 設計
1980年代前半の日本の図書館界の潮流を反映した設計であり、空間設計として参考図書、郷土資料、逐次刊行物、青少年コーナー、ブラウジングスペースの十分な確保と、子供・ヤング・成人・高齢者という利用者層による区分けを意識したものであった。また生涯学習時代の到来を予見したかのように図書館に「集会機能」を付与することとし、1階を図書館機能、2階を集会機能とした。
1階はまず大きく一般開架室、児童開架室、ワークスペースに分割し、カウンターなどの職員のワークスペースを中心として、参考・郷土資料室、ブラウジングコーナー、一般開架、児童開架を放射状に配置することでカウンターから死角ができないようにした。2階には視聴覚室、集会室、教材室、通路を兼ねたギャラリーを配置した。
多方面に配慮して設計したものの、開館後にコンピュータ導入を行ったことによるワークスペースの狭小化、予想を超える速度での蔵書の増加による書庫の容量不足、開架室の照明の明るさ、カウンターの機動性の悪さなどの課題が浮上した。
設計者は三上建築事務所（三上清一）である。三上は水戸市立中央図書館の設計に携わったことから、当時の水海道市長・落合庄次から直々に電話で依頼されて設計者に就任した。また図書館コンサルタントの菅原峻が監修者に着任した。三上の設計コンセプトは「開く」であり、配置・平面・立体・家具・サイン・色彩のいずれにおいてもこれが意識された。
建物は鉄筋コンクリート構造地上2階建（屋根のみ鉄骨造）で、敷地面積4,066.43m2、建築面積1,230.91m2、延床面積1,646m2である。閲覧席は116席。

## 利用案内
- 開館時間：9時から19時まで
  - 木曜日は13時から19時まで
  - 土日祝日は9時から18時まで
- 休館日：月曜日（祝日の場合は最も近い平日）、資料整理日、特別整理期間、年末年始
- 貸出制限：常総市に在住・通勤・通学している者およびつくばみらい市・下妻市・坂東市・結城郡八千代町に住所を有する者。
- 貸出可能点数：図書・紙芝居 - 制限なし（ただし新刊書は5冊まで）、CD・テープ - 8点、雑誌 - 2冊
- 貸出可能期間：15日間（延長は1回のみ可能）
- 予約、リクエストが可能。

## 歴史

### 開館準備期（1973-1982）
水海道市立図書館の開館前には公民館図書室が図書館サービスを提供していた。水海道公民館に図書室が設けられたのは1973年（昭和43年）7月のことで、蔵書約3,000冊で開室した。公民館図書室は市民向けの読書活動を展開し、子ども文庫やPTA母親文庫の活動が行われた。活動が活発になるにつれ、1人の中学生が市長に図書館の設置を求める手紙を送り、独立した図書館建設を求める声が市民の間で高まった。1979年（昭和54年）4月の市長選では図書館建設を公約に掲げた候補が当選し、同年10月に社会教育課長補佐を担当者として図書館計画が始まった。水海道市助役をトップとする「図書館建設連絡会議」が設置され、基本構想、基本設計、実施設計と順を追って慎重に計画が進められた。また市の社会教育担当者は連絡会議の議題に関する勉強会や検討会を開き、住民の意思を吸い上げると同時に、行政側に対しては視察対象をリストアップし、住民が視察会に参加できるように取り計らった。こうした設置準備は当時の水海道市にとって異例のことであった。
図書館の基本計画策定にあたっては、1980年代の図書館界の潮流であった自由開架制、貸出中心主義、児童書重視が強く反映され、サービスの柱として貸出・閲覧・レファレンスを掲げた。設計は1980年（昭和55年）12月から1981年（昭和56年）6月にかけて行われ、1981年（昭和56年）7月から1982年（昭和5年）3月に建設工事が行われた。本体・外構工事費は3億7300万円、施工者は鈴縫・堀越JVであった。運営面では資料費の折衝が重ねられ、市民1人当たり1冊となる約4万1千冊を開館までに確保できた。

### 水海道市立図書館（1982-2005）
1982年（昭和57年）7月24日、水海道市立図書館が開館した。開館当日は快晴で、多くの住民が詰めかけた。開館時の職員は常勤6人（うち司書3人）、臨時2人であった。初代館長には社会教育主事として住民への図書館の理解を推進していた谷貝忍が就任した。開館から1年間で市民の29.6%が図書館の利用登録を行い、貸出冊数は約11万冊、レコードやテープの貸出数は約12,400点であった。1985年（昭和60年）には第1回日本図書館協会建築賞特定賞を受賞した。図書館は市民に親しまれる施設となっただけでなく、日本全国から視察者が訪れる施設となった。
開館から10年目の1991年（平成3年）には蔵書数が開館時の3倍にまで成長した。市民からの土日開館や夜間開館の要望に応えるため、職員数は常勤7人（うち司書5人）、臨時1人となった。この頃には分館・分室・サービスポイントの設置や移動図書館の運行も視野に入ったが、当面の取り組みとして図書館から最も遠い小学校の学校図書館の利用促進活動を展開し、土日の午後には一般開放を実施した。一般開放の利用は少なかったものの、児童の利用は1人当たり30冊に達し、小学生の読書活動としては成功した。1992年（平成4年）度の貸出冊数は98,683冊、開架図書数は107,032冊、閉架図書数は約2万冊であった。

### 常総市立図書館（2006-）
2006年（平成18年）1月1日、市町村合併に伴う市名変更により、水海道市立図書館から「常総市立図書館」に改称した。2007年（平成19年）11月には赤ちゃんとその保護者を対象とした「ブックスタート事業」を開始、同年からは常総市まちなか展覧会の展示会場・ワークショップ会場としても利用されるようになった。
2011年（平成23年）3月11日、東北地方太平洋沖地震により開架図書の2割が落下し臨時休館に入った。同年3月18日には通常業務を再開した。翌2012年（平成24年）11月8日には映画『図書館戦争』の記者会見が常総市立図書館で開催され、岡田准一・榮倉奈々らが出席した。
2014年（平成26年）6月1日、国立国会図書館がデジタル化した書籍や学術論文など約131万点の資料を館内のPCで閲覧するサービスを、茨城県内の公立図書館で初めて供用開始した。しかし同年7月16日、石綿検出により休館することが発表された。石綿除去工事は2015年（平成27年）3月17日までに終了し、図書館が再開した。
ところが2015年（平成27年）9月10日から11日にかけて台風18号に伴う関東・東北豪雨により浸水し、所蔵する約15万点のうち約3万点が水で破損する被害を受け、休館となった。2016年（平成28年）3月1日、仮施設で業務を再開し、8月31日まで運用した後、本館での再開準備のために再び休館に入り、同年10月4日に再開館を果たした。再開館時には、被災後修復された郷土資料や紙芝居など31点が特設コーナーで展示された。

## 相次ぐ休館

### 石綿検出による休館（2014-2015）
2014年（平成26年）6月、空調設備改修業者は常総市立図書館の設計図に「ひる石吹き付け」の文字を発見し、石綿を使用しているおそれが判明した。調査の結果、天井が石綿を含有していることが判明した。館内の空気中の濃度は0.3本/Lで大気汚染防止法の定める基準値10本/Lを下回っていたが、2014年（平成26年）7月16日より石綿（アスベスト）除去工事のため休館することになり空調設備改修工事と石綿除去工事が行われた。そして除去工事を終えて2015年（平成27年）3月17日に再開することになった。この間、常総市は休館中の代替施設は設置せず、周辺市町の公立図書館の利用を呼び掛けていた。

### 浸水による休館（2015-2016）

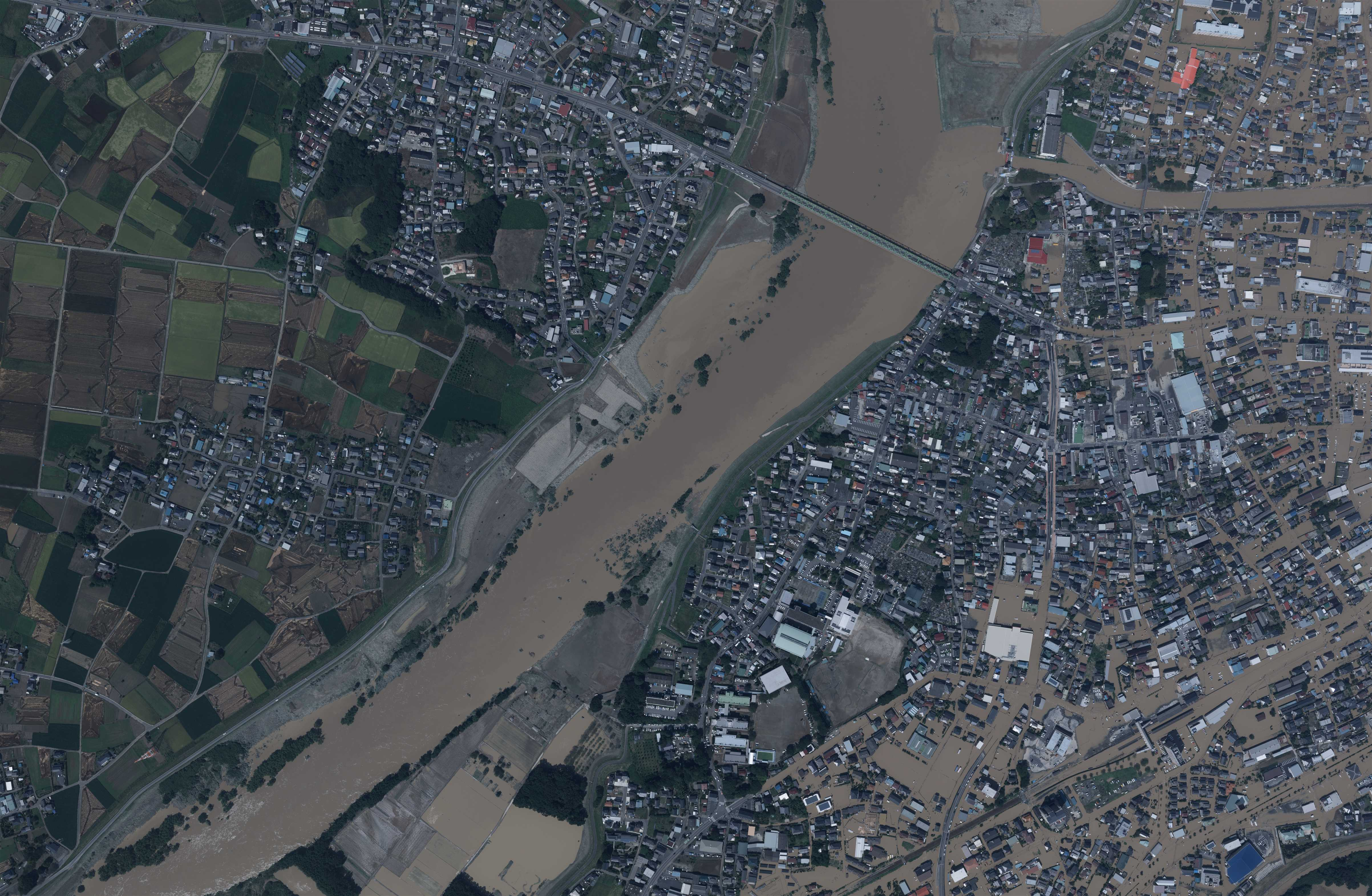
浸水した常総市街地（2015年9月11日）
図書館は川（鬼怒川）の右側（東側）、学校（茨城県立水海道第一高等学校）の右斜め下（南東）にある。
出典：『国土交通省「国土画像情報（カラー空中写真）」（配布元：国土地理院地図・空中写真閲覧サービス）』

2015年（平成27年）9月10日に台風18号に伴う関東・東北豪雨により40cm浸水し、所蔵する約15万点のうち約3万点が水で損壊し、建物も壁面等にカビが生じると共に床もたわむなど改修工事が必要となる被害を受け、休館となった。図書館が床上浸水していた当時、図書館の職員は常総市石下庁舎へ召集されていて、図書館にいなかった。
その後、本館南側の駐車場に仮設の建物を設置して2016年（平成28年）1月に貸し出しのみで再開することの報道が朝日新聞によってなされた。実際には通常のプレハブ工法では本の重量に耐えられないことが判明したため基礎工事が長引き、3月1日からの開館となった。開架図書数は一般書約1万冊、児童書約2万冊の計約3万点で、床面積320m2と狭小な施設であったため、閲覧席は設置されなかった。仮設図書館は10時から17時まで開館し、月曜に休館（祝日の場合は翌日）した。仮設図書館運用中の2016年（平成28年）6月、国立国会図書館に修復依頼を出していた郷土資料や絶版になった紙芝居など31点が常総市立図書館に戻った。同年7月の利用者は1,323人、貸出冊数は5,459冊と被災前の前年同月比の半数に満たなかった。
仮設の図書館は2016年（平成28年）8月31日まで運用し、改修の終わった図書館へ蔵書を移す作業が進められた。そして10月4日9時に再開館を果たした。なお当日は、まだ避難生活を送る豪雨被災者に配慮して記念式典は行われなかったが、再開館前から市民らが列を成し、再開を祝した。

### 新型コロナウィルス感染拡大による休館 (2020-2021)
2020年（令和2年）4月16日に緊急事態宣言が全国に出されたため、5月31日まで長期休館する予定だったが、5月14日に解除されたことで開館が再開された。

## 二水会館

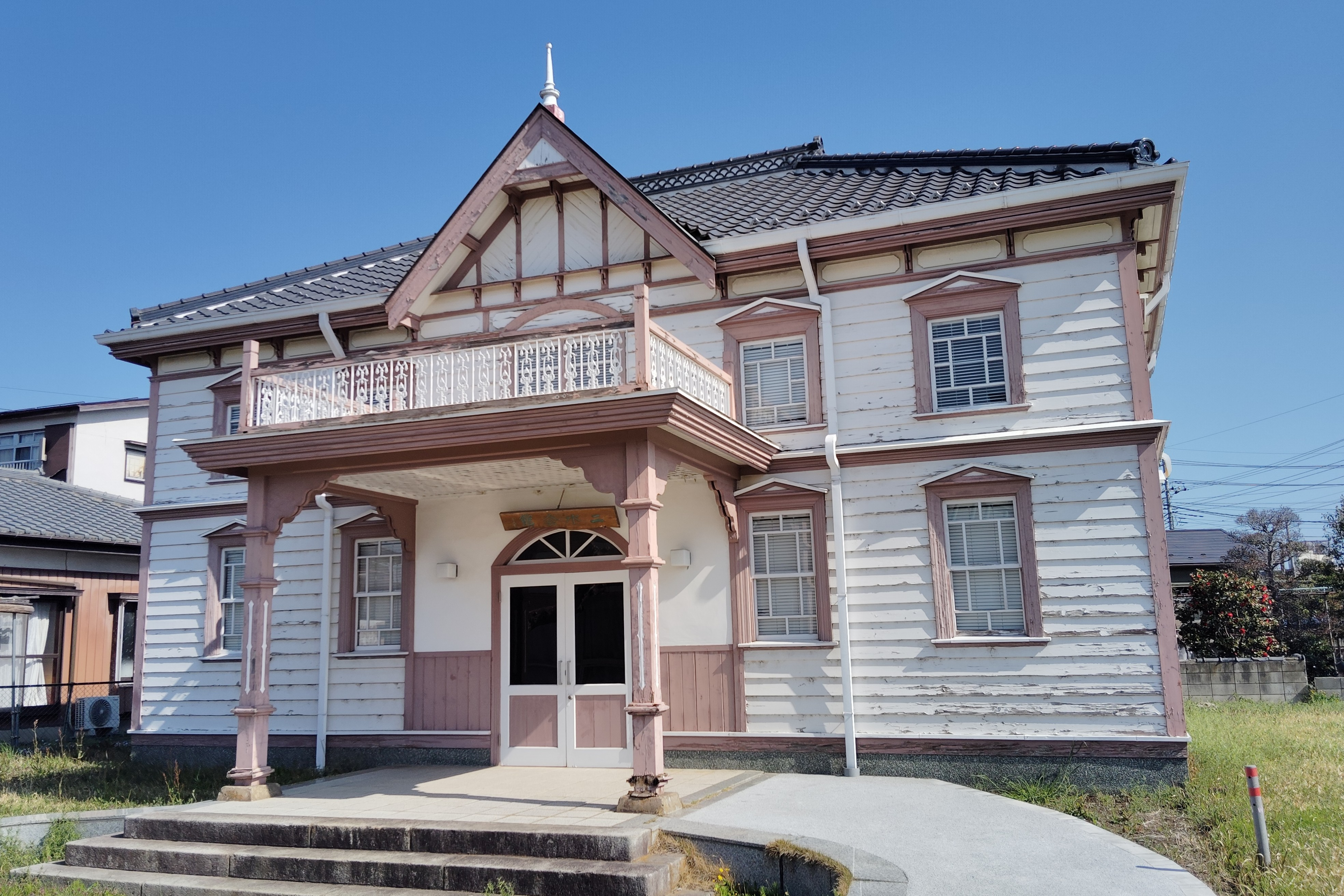
二水会館

1913年（大正2年）に、水海道町役場として結城郡水海道町字宝洞宿（現・常総市水海道栄町字宝洞宿）に建設された西洋風の近代建築。材木商の皆葉浦之助による設計で外観は2階建であるが、内部は平屋建である。随所に和風建築の要素が取り入れられ、明治・大正期の典型的な建築物と言える。
1960年（昭和35年）の水海道市役所新庁舎完成後も、水海道市教育委員会の庁舎や公民館として活用されてきたが、1984年（昭和59年）に水海道市立図書館の中庭に移設された。
1997年（平成9年）には文化財としての価値を評価され、国の登録有形文化財に登録される。現在は図書館で申請すれば、無料で展覧会等に利用可能である。また、そのモダンな外観はテレビドラマの撮影に用いられることもある。2009年（平成21年）には『仮面ライダーディケイド』のロケーション撮影が行われた。

### 名称の由来
江戸時代より鬼怒川と小貝川の2本の河川（＝二水）による水上交通で栄えた町の象徴的な存在であったことから命名された。

### 二水会館の歴史
- 1913年（大正2年） - 水海道町役場として開館[41][42]。
- 1954年（昭和29年）7月10日 - 水海道町が市制施行したことにより、水海道市役所となる。
- 1960年（昭和35年） - 新しい水海道市役所が完成し、教育委員会の専用施設となる[41]。
- 1984年（昭和59年） - 水海道市立図書館の敷地に移築、保存[42]。
- 1997年（平成9年）12月12日 - 登録有形文化財となる[40]。

## 交通
- 関東鉄道常総線水海道駅より徒歩7分。
- 常磐自動車道谷和原ICから国道294号経由で約15分。茨城県道357号谷和原筑西線沿い。
- 駐車場：あり（図書館駐車場利用）

## 周辺
- 茨城県立水海道第一高等学校・附属中学校
- 常総市立水海道小学校
- 水海道教会
  - 学校法人水海道教会学園二葉幼稚園
- 水海道駅